# İlker Başbuğ

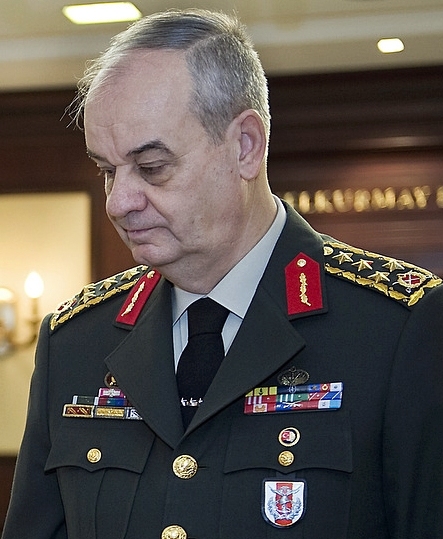
İlker Başbuğ

Mehmet İlker Başbuğ (* 29. April 1943 in Afyonkarahisar, Türkei) ist ein ehemaliger türkischer General und vom 30. August 2008 bis zum 30. August 2010 türkischer Generalstabschef und damit der 26. Befehlshaber der Türkischen Streitkräfte seit Ende des Osmanischen Reiches.

## Leben
Başbuğ wurde nach eigenen Angaben als Sohn von Immigranten (Göçmen bzw. Muhacir) aus Bitola in der westtürkischen Provinz Afyonkarahisar geboren. Sein Großvater war aus Karaman nach Bitola migriert. 1961 verließ İlker Başbuğ die Türkische Heeresakademie als Infanterie-Offizier. Bis 1970 diente er bei verschiedenen Einheiten der Armee. 1973 ging er an das Supreme Headquarters Allied Powers Europe (SHAPE) in Mons, Belgien, wo er unter anderem Kommandeur des 247. Infanterie-Regiments der 51. Infanterie-Brigade wurde. Von dort ging er an die Royal Military Academy Sandhurst. 1989 wurde er zum Brigadegeneral und 1993 zum Generalmajor ernannt. Danach ging er zurück ans SHAPE und blieb bis 1995. Anschließend folgte die Beförderung zum Generalleutnant.
2002 wurde er zum General ernannt und war stellvertretender Kommandeur der Armee, bis er 2003 zum stellvertretenden Generalstabschef berufen wurde. Von 2005 bis 2006 war er Kommandeur der 1. Armee und wurde schließlich am 30. August 2008 Generalstabschef der Türkischen Streitkräfte. Sein Vorgänger Mehmet Yaşar Büyükanıt ging mit dem Amtsantritt von Başbuğ in den Ruhestand. Sein Amtsnachfolger wurde am 8. August 2010 Işık Koşaner.
Am 6. Januar 2012 wurde Başbuğ, der sich seit 30. August 2010 im Ruhestand befindet, aufgrund des Verdachtes von Aufbau und Leitung der Organisation Ergenekon verhaftet und in das Gefängnis Silivri verbracht. Başbuğ wies die Anschuldigungen zurück. 2016 wurde nachgewiesen, dass die Organisation nicht existiert.
Am 5. August 2013 wurde Başbuğ von einem im Gefängniskomplex tagenden Gericht zu lebenslanger Haft verurteilt. Auf seiner Webseite ließ er in einer ersten Stellungnahme dazu erklären, dass die Nation hierzu das letzte Wort haben werde. Nach 26 Monaten in Haft wurde er am 7. März 2014 aus dem Hochsicherheitsgefängnis in Silivri entlassen.
Başbuğ ist verheiratet und hat zwei Kinder.